# Ministerio de Unificación
El Ministerio de la Unificación (en hangul, 통일부; en hanja, 統一部; romanización revisada, Tong-il-bu; McCune-Reischauer, T'ongilbu) es un órgano del gobierno de Corea del Sur, que tiene como objetivo trabajar por la Reunificación de Corea. Fue establecido en 1969 como Consejo Nacional de la Unificación, durante el gobierno de Park Chung-hee. Adquirió su estatuto actual en 1998 y desde entonces ha desempeñado un papel importante en la promoción de la cooperación, del diálogo intercoreano y del intercambio.
Durante la gestión del antiguo ministro Yu Woo-ik, el Ministerio consistía en un gabinete para la planificación y la coordinación, tres departamentos para la política de unificación, el intercambio, la cooperación intercoreana y la ayuda humanitaria, un departamento especial para el Complejo Industrial de Kaesong y cinco agencias afiliadas para la unificación de la educación, el diálogo intercoreano, el tráfico entre el Sur y el Norte, la ayuda y acogimento de los refugiados norcoreanos y las consultas intercoreanas sobre la cooperación y el intercambio. Pero en 2008, el Ministerio sufrió considerables reducciones, como parte de una reestructuración del gobierno.
Su actual ministro, a abril de 2024, es Kim Yung-ho, designado por el presidente Yoon Suk-yeol en julio de 2023, tras sustituir a Kwon Young-se.